# Hieracium laterale
Hieracium laterale là một loài thực vật có hoa trong họ Cúc. Loài này được (Norrl.) Brenner mô tả khoa học đầu tiên năm 1902.